# Гемюнден (Вора)
Гемюнден (нім. Gemünden) — місто в Німеччині, знаходиться в землі Гессен. Підпорядковується адміністративному округу Кассель. Входить до складу району Вальдек-Франкенберг.
Площа — 58,67 км2. Населення становить 3855 ос. (станом на 31 грудня 2020).